# 湖南理工职业技术学院
湖南理工职业技术学院（英語：Hunan Vocational Institute of Technology）位于湖南省湘潭市岳塘区，为湖南省一所高等院校。

## 学校院系
湖南理工职业技术学院拥有3个系，3个部。
- 信息工程系：计算机网络技术、环境艺术设计、电脑艺术设计、电子信息工程技术、电气自动化技术、工程造价、光伏发电技术及应用[2]
- 经贸社科系：会计电算化、工商企业管理、市场开发与营销、酒店管理、商务英语[3]
- 资源工程系：工程测量技术、机电一体化技术、机电设备维修与管理、机电设计与制造、模具设计与制造[4]
- 基础课部
- 思政课教学部
- 继续教育部

## 学校文化

### 校训
明理知行，精工致远

### 教风
博爱博学，求实求新

### 学风
勤学勤思，笃信笃行